# Philippinocorynus vossi
Philippinocorynus vossi es una especie de coleóptero de la familia Attelabidae.

## Distribución geográfica
Habita en Filipinas.